# カイアファ

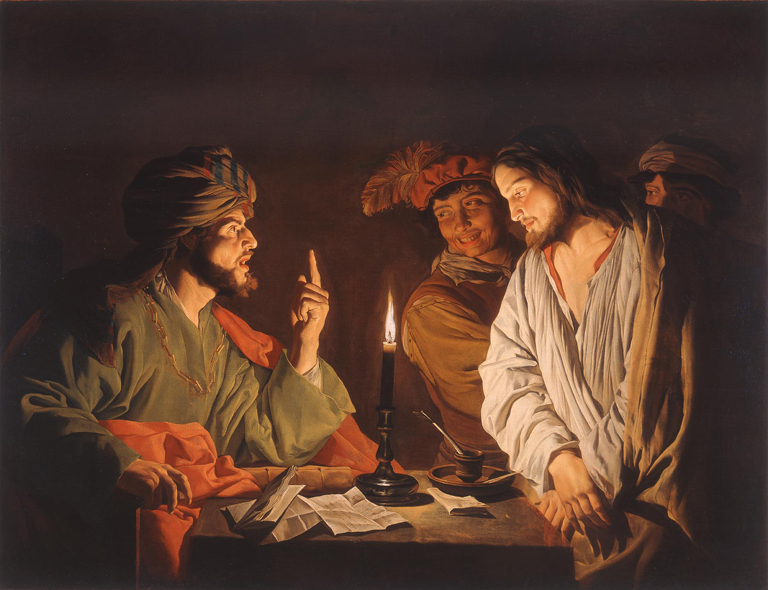
カイアファの前に立つキリスト　／Mattias Stom筆

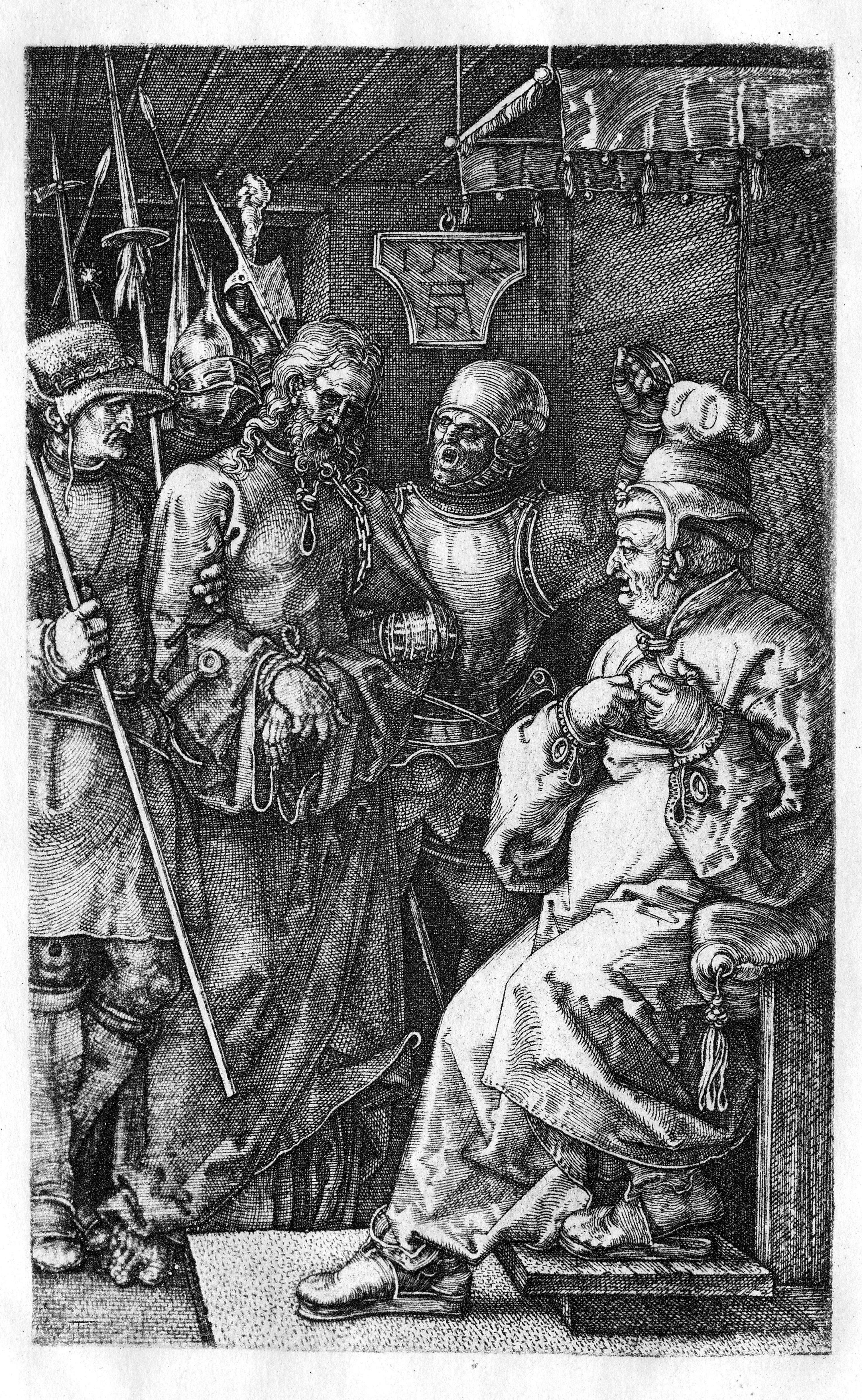
カイアファとイエス　／デューラー筆

カイアファまたはカヤパ、カヤファ（ヘブライ語 קַיָּפָא Kayafa、ギリシャ語 Καϊάφας Kaiaphas）は、イエス時代のユダヤの大祭司（在位 18年 - 36年）。大祭司カイアファ。
現在では単にカイアファと呼ばれるが、正確にはカイアファの子ヨセフ（יוסף בַּר קַיָּפָא Yosef Bar Kayafa イェホーセーフ・バル・カイヤーファー）で、カイアファは父の名である。

## 人物
ユダヤ人の歴史家のフラウィウス・ヨセフスが語るところによれば、カイアファは紀元18年ごろヴァレリオ・グラトに任命され大祭司に昇りつめ、36年ごろヴィテロにより解任された。
サドカイ派。新約聖書にも処刑前のイエスを引見する場面で登場する。
カイアファは大祭司であったアンナスの婿で、ローマ総督の任命によって大祭司となった。これは当時のユダヤではハスモン朝以来の伝統で大祭司が王と同じように政治的な影響力をもっていたためである。『マタイによる福音書』26:57では最高法院（サンヘドリン）によるイエスの裁判は大祭司カイアファの屋敷の庭で行われている。そのときの総督はピラトであった。
『ヨハネによる福音書』ではイエスを捕らえた人々は、カイアファより先に舅のアンナスのもとへイエスを連れて行く。（ヨハネ18:13）このことからアンナスが元大祭司として依然影響力を持っていたと見ることもできる。
祭司長たちはベタニアのラザロも殺そうと相談した。（ヨハネ12:10）

## 遺骨
1990年、エルサレムにあるタルピオット墓地の中で12の納骨棺が見つかった。その内の一つにはヨセフ・バル・カイアファと刻印されており、これはフラウィウス・ヨセフスがカイアファと判断したものである。中には西暦一世紀のもので、その容器に入っていた遺骨は福音書の中で書かれているものと同じ人物のものと考えられる。